# 郷信広
郷 信広（ごう のぶひろ、1939年 - ） は、日本の生物物理学者。京都大学名誉教授。元日本生物物理学会会長。元日本学術会議会員。

## 人物・経歴
1961年東京大学理学部物理学科卒業。1963年東京大学大学院理学系研究科物理学専攻修士課程修了。1964年東京大学大学院理学系研究科物理学専攻博士課程中退、東京大学理学部物理学科助手。1966年理学博士。コーネル大学化学博士研究員を経て、1971年九州大学理学部物理学科助教授。1987年京都大学理学部化学科教授。1994年日本生物物理学会会長。1997年日本学術会議会員。2002年日本原子力研究所特別研究員。2005年日本原子力研究開発機構特別研究員、日本学術会議連携会員。妻は郷通子。